# Aedes monocellatus
Aedes monocellatus är en tvåvingeart som beskrevs av E. Sydney Marks 1948. Aedes monocellatus ingår i släktet Aedes och familjen stickmyggor. Inga underarter finns listade i Catalogue of Life.